# سوتریو
سوتریو (به فرانسوی: Sutrieu) یک کمون در فرانسه است که در Canton of Champagne-en-Valromey واقع شده‌است.

## خصوصیات
سوتریو ۲۰ کیلومترمربع مساحت و ۲۲۸ نفر جمعیت دارد و ۶۵۰ متر بالاتر از سطح دریا واقع شده‌است.